# Last Concert in Japan
A Last Concert in Japan a Deep Purple hard rock együttes 1977 szeptemberében megjelent koncertalbuma. A felvétel az utolsó japán koncert hanganyaga, ami a Mark IV felállással, Tommy Bolin közreműködésével készült 1975. december 15-én a tokiói Budokan-arénában. A koncert egyes részeiről 16 milliméteres filmfelvételek készültek, amik az 1985-ben Japánban megjelent "Rises Over Japan" videóban láttak napvilágot. A hanganyag kibővített változata 2001-ben This Time Around: Live in Tokyo címmel jelent meg dupla CD-n.

## Számok listája
1. "Burn" (Ritchie Blackmore-Lord-Paice-Coverdale) 7:05
2. "Love Child" (Bolin-Coverdale) 4:46
3. "You Keep On Moving" (Coverdale-Hughes) 6:16
4. "Wild Dogs" (J. Tesar-Bolin) 6:06
5. "Lady Luck" (Cook-Coverdale) 3:11
6. "Smoke on the Water" (Blackmore-Ian Gillan-Roger Glover-Lord-Paice) 6:24
7. "Soldier of Fortune" (Blackmore-Coverdale) 2:22
8. "Organ Solo" (Lord) 4:01
9. "Highway Star (Blackmore-Gillan-Glover-Lord-Paice) 6:50

## Előadók
- David Coverdale – ének
- Jon Lord – billentyűk
- Glenn Hughes – basszusgitár
- Tommy Bolin – szólógitár
- Ian Paice – dob

A koncert 14 000 résztvevőjével látogatórekordot döntött a Budokan-aréna történetében.